# Зулинген
Зулинген (њем. Sulingen) град је у њемачкој савезној држави Доња Саксонија. Једно је од 47 општинских средишта округа Дипхолц. Према процјени из 2010. у граду је живјело 12.793 становника. Посједује регионалну шифру (AGS) 3251040.

## Географски и демографски подаци
Зулинген се налази у савезној држави Доња Саксонија у округу Дипхолц. Град се налази на надморској висини од 49 метара. Површина општине износи 110,6 km². У самом граду је, према процјени из 2010. године, живјело 12.793 становника. Просјечна густина становништва износи 116 становника/km².

## Међународна сарадња
| Мјесто | Држава | Врста сарадње | Од    |
| ------ | ------ | ------------- | ----- |
| Галтен | Данска | партнерство   | 1986. |
| Извор  |        |               |       |